# تاتسویا سوزوکی (بازیکن فوتبال، زاده ۱۹۸۲)
تاتسویا سوزوکی (ژاپنی: 鈴木 達也؛ زادهٔ ۱ اوت ۱۹۸۲) یک بازیکن فوتبال اهل ژاپن است.
از باشگاه‌هایی که در آن بازی کرده‌است می‌توان به باشگاه فوتبال کاشیوا ریسول، باشگاه فوتبال توکیو و باشگاه فوتبال توکوشیما ورتیس اشاره کرد.